# 크리스티안 가네아
크리스티안 죠르제 가니아(루마니아어: Cristian George Ganea, 1992년 5월 24일 ~ )는 루마니아의 축구 선수로 현재 리가 I의 FCSB 소속으로 뛰고 있다.
포지션은 주로 레프트백으로 나오며 때에 따라서 미드필더로 출전하기도 한다.
2018년 7월 1일 아틀레틱 빌바오로 이적했다.